# Neuromer
Neuromer je morfologicky či molekulárně definovaný přechodný segment raného vývoje mozku. 
Neuromery jsou segmenty neurální trubice, které se ustanoví v embryonálním mozku během jeho vývoje. Mohou být rozděleny dle genetických charakteristik, vyjadřujících různé funkce ve vývoji.
Neuromery byly poprvé objeveny na začátku 20. století. I když vědci již dávno znali různé stopy diferenciace během embryonálního vývoje, neuromery neměly mít žádný vztah ke struktuře nervového systému. Anatomické hranice neuromerů jsou dány expresí unikátních genů, známých jako Hox genů, v dané zóně. Hox geny obsahují 183 bazických párů, které kódují konkrétní Hox protein homeodomény. Homeodoména se pak může vázat na další části DNA, a tím regulovat genovou expresi. Tyto geny určují základní strukturu a (předozadní) orientaci organismu po vytvoření embryonálních segmentů. Neurální buňky, které se nacházejí mimo daný neuromer, budou exprimovat stejné proteiny jako buňky, které se nacházejí uvnitř neurální trubice. Geny spadají do dvou kategorií, extracelulární signální proteiny a intracelulární transkripční faktory.
Centrální nervový systém může být rozdělen do tří tříd neuromerů: prosomery, mesomery a rombomery. Přední mozek tvoří šest prosomerů, p1 až p6, které jsou pak rozděleny do dalších dvou kategorií, dorzální a ventrální. Telencephalon se vytvoří z dorzální části p6 a p5, kde se p6 stane čichovým systémem a p5 se bude shodovat s vizuálním systémem. Mesomery, m1 a m2, se promění ve střední mozek, který obsahuje horní a spodní hrbolek. 12 rombomerů, které jsou číslovány od r0 k r11, vygenerují zadní mozek. Prodloužená mícha je vytvořena z rombomerů r2 až r11, který také tvoří míchu. Tyto rombomery jsou také spojené s neurální lištou, která dodává faryngeální oblouky, sadu viditelné tkáně, které jsou v souladu s vyvíjejícím se mozkem a vedou do hlavy a krku.

## Anatomie míchy
Míšní segmenty jsou části míchy, ze které ventrální a dorzální kořeny tvoří zvláštní pár míšních nervů.
Mícha není segmentovaná, pouze se dělí podle míšních nervů, které z ní vycházejí, na 31 různých segmentů.